# Kuch Naa Kaho
Pour plus de détails, voir Fiche technique et Distribution.
Kuch Naa Kaho est un film indien de Rohan Sippy sorti en 2003 avec Abhishek Bachchan et Aishwarya Rai Bachchan.

## Synopsis
Alors qu'il vit aux États-Unis, Raj Malhotra se rend de mauvaise grâce à Mumbai pour assister au mariage d'un de ses cousins. Il y fait la connaissance de Namrata Shrivastav dont il tombe amoureux. Mais la situation se complique lorsqu'il découvre qu'elle a un jeune fils et un mari qui l'a abandonnée.

## Fiche technique
- Titre : Kuch Naa Kaho
- Titre original hindi : कुछ ना कहो
- Titre original ourdou : کچھ نہ کہو
- Réalisateur : Rohan Sippy
- Scénario : Neeraj Vora
- Musique : Shankar-Ehsaan-Loy
- Parolier : Javed Akhtar
- Chorégraphie : Bosco Martis, Caesar Gonsalves, Saroj Khan, Vaibhavi Merchant
- Direction artistique : Sharmishta Roy
- Photographie : V Manikanandan
- Montage : Rajiv Gupta
- Production : Ramesh Sippy Entertainment
- Langue : hindi
- Pays d'origine : Inde
- Date de sortie : 5 septembre 2003
- Format : Couleurs
- Genre : comédie romantique
- Durée : 176 min

## Distribution
- Abhishek Bachchan : Raj Malhotra
- Aishwarya Rai Bachchan : Namrata Shrivastav
- Arbaaz Khan : Sanjeev Shrivastav
- Satish Shah : Rakesh
- Master Parth Dave : Adi
- Jaspal Bhatti : Monty Ahluwalia
- Suhasini Mulay : Dr. Malhotra

## Musique
Le film comporte six chansons composées par Shankar-Ehsaan-Loy sur des paroles de Javed Akhtar. Sadhana Sargam a remporté le Zee Cine Awards de la meilleure chanteuse de play-back pour son interprétation de Kuch Naa Kaho.
- Kuch Naa Kaho interprétée par Sadhana Sargam et Shaan
- Tumhe Aaj Maine Joh Dekha interprétée par Shankar Mahadevan et Sujata Bhattacharya
- Baat Meri Suniye To Zara interprétée par Mahalaxmi Iyer et Shankar Mahadevan
- Kehti Hai Yeh Hawa interprétée par Richa Sharma et Shankar Mahadevan
- ABBG interprétée par Udit Narayan et Mahalaxmi Iyer
- Acchi Lagti Ho interprétée par Kavita Krishnamurthi et Udit Narayan